# Jake Brendel
Jacob William Brendel (Madison, 10 settembre 1992) è un giocatore di football americano statunitense che milita nel ruolo di centro per i San Francisco 49ers della National Football League (NFL).

## Carriera

### Dallas Cowboys
Dopo non essere stato scelto nel Draft NFL 2016, Brendel firmò con i Dallas Cowboys il 6 maggio. Il 3 settembre 2016 fu svincolato dai Cowboys. Il giorno successivo rifirmò con la squadra di allenamento. Fu svincolato definitivamente il 29 settembre.

### Miami Dolphins
L'11 ottobre 2016 Brendel firmò con la squadra di allenamento dei Miami Dolphins. Fu promosso nel roster attivo il 19 novembre. Quell'anno scese in campo in una partita mentre nel successivo disputò tutte le 16 partite come centro di riserva.
Il 2 settembre 2018 Brendel fu inserito in lista infortunati per un problema a un polpaccio. Tornò nel roster attivo il 2 novembre. Quell'anno disputò 4 gare, di cui 3 come guardia sinistra titolare e come centro a causa degli infortuni. Tornò in lista infortunati a causa del polpaccio il 12 dicembre 2018.

### Denver Broncos
Il 18 aprile 2019 Brendel firmò con i Denver Broncos. Fu svincolato il 31 agosto.

### Baltimore Ravens
Il 27 novembre 2019 Brendel firmò con i Baltimore Ravens ma fu svincolato tre giorni dopo.

### San Francisco 49ers
Il 7 febbraio 2020 Brendel firmò con i San Francisco 49ers. Il 6 agosto annunciò che nella stagione 2020 non sarebbe sceso in campo a causa della pandemia di COVID-19.
Il 31 agosto 2021 Brendel fu svincolato.
Il 9 marzo 2022 Brendel rifirmò con i 49ers. In quella stagione fu nominato centro titolare, scendendo in campo in quel ruolo in tutte le 17 partite.
Il 15 marzo 2023 Brendel firmò un nuovo contratto di quattro anni con i 49ers.

## Palmarès
- National Football Conference Championship: 1

San Francisco 49ers: 2023